# 이리 (삼국지)
이리(李利, ? ~ ?)는 중국 후한 말 이각 휘하의 무장이다. 작은아버지가 이각이다. 소설 《삼국지연의》에서는 이별(李別)이란 이름으로 등장한다.

## 생애
194년(흥평 원년) 농우에서 활동하던 정동장군(征東將軍) 마등이 식량이 부족해 지양현(池陽縣, 지금의 산시성 징양현)의 것을 취하겠다며 장평관(長平觀)으로 왔는데 실은 시중(侍中) 마우(馬宇), 좌중랑장 유범(劉範), 전양주자사 충소(种劭), 중랑장 두품(杜稟) 등과 힘을 합해 이각·곽사·번조 정권을 몰아내려는 것이었다. 한수는 화해를 주선하다가 마등과 합세하였다. 이에 곽사, 번조를 따라 이들을 박살내고 괴리(槐里, 지금의 산시성 싱핑 시)까지 함락하였다. 충소, 유범 등 만여 명을 베고 양주로 달아난 마등, 한수를 추격하였다. 그 과정에서 최선을 다하지 않아 번조에게 질책을 받았다. 번조가 한수를 만나더니 서로 말을 탄 채 팔을 맞대고 한참을 웃으며 대화한 후 놓아주었다. 이리는 이각에게 대화 내용은 알 수 없지만 친밀해 보였다고 보고하였다. 이각은 번조가 다른 뜻을 품은 것이 아닌가 의심하기 시작했다. 이외의 행적은 기록이 없어 알 수 없다.

## 삼국지연의
사서가 아닌 소설 《삼국지연의》에서도 이름만 이별일 뿐 같은 역할로 나온다. 이별의 보고에 이각은 바로 번조를 술자리로 유인하여 참한다. 시간이 흘러 장제의 도움으로 장안을 탈출한 헌제가 간신히 낙양에 도착하여 조조의 보호를 받는다. 이각과 곽사가 이를 공격해 이별, 이섬이 선봉으로 나선다. 허저가 이섬의 머리를 단칼에 베자 이별은 놀라서 낙마하고 역시 허저에게 머리를 내준다.

## 참고 문헌
- 《후한서》72권 열전 제62 동탁